# Fényelektromos jelenség
A fotoelektromos hatás (fotoeffektus, fényelektromos jelenség) a küszöbszintnél nagyobb frekvenciájú elektromágneses sugárzás (például látható fény vagy ultraibolya sugárzás) által egy anyag (leginkább fém) felszínén lévő elektronok kilökődése (kibocsátása). Nincs elektronkibocsátás a határfrekvencia alatt, mert a foton nem tud elég energiát biztosítani ahhoz, hogy az elektronok kilépjenek az atomos kötésből. A kibocsátott elektronokat gyakran fotoelektron néven említik a tankönyvek (ez csak eredetükre utal, minden tulajdonságukban azonosak más elektronokkal).
A fotoelektromos hatás tovább segítette a hullám-részecske kettősség felismerését, mely szerint a részecskék (jelen esetben fotonok) mind hullámszerű, mind részecskeszerű tulajdonságokkal rendelkeznek, és ezek az elképzelések a kvantummechanika kialakításában fontos szerepet játszottak. A fotoelektromos hatást Albert Einstein magyarázta meg 1905-ben, amiért megkapta az 1921. év Fizikai Nobel-díját. Ezt a munkáját kiterjesztve Max Planck végzett jelentős kutatásokat.

## Felfedezése
Heinrich Hertz megfigyelte, hogy elektródok közötti szikra keletkezését elősegíti, ha ultraibolya fénnyel világítják meg az elektródokat. Wilhelm Hallwachs alkálifémek kvarclámpával (higanygőzlámpa) történő megvilágítása során a fémből kilépő negatív töltésű részecskéket detektált. Innen ered a fotoeffektus másik neve, a Hallwachs-hatás. Később J. J. Thomson és Lénárd Fülöp bebizonyította, hogy ezek a részecskék elektronok. A fotoeffektus mennyiségi törvényeit – a kilépő elektronok számát és sebességét a frekvencia függvényében – Lénárd Fülöp határozta meg.

## Magyarázata

Balról fotonok érkeznek, jobbra elektronok lépnek ki

A fénysugár fotonjai a fény hullámhosszától függő nagyságú energiával rendelkeznek. A fotonkibocsátás folyamatában, ha egy elektron elnyeli egy foton energiáját, és több energiája lesz, mint a kilépési munka, akkor kilökődik az anyagból. Ha a foton energiája túl alacsony, az elektron nem képes kilépni az anyag felületéről. Ha növeljük a fénysugárzás intenzitását, az nem változtatja meg a fénysugarat alkotó fotonok energiáját, csak a számát, így a kibocsátott elektronok energiája nem függ a beérkező sugár intenzitásától.
Az elektronok elnyelhetik az energiát a fotonoktól megvilágításkor, de egy „mindent vagy semmit” elvet követnek. Egy foton összes energiáját el kell nyelnie és fel kell használnia egy elektronnak, hogy kiszabaduljon az atomos kötésből, különben az energia visszasugározódik. Ha egy foton elnyelődik, energiájának egy része kiszabadítja azt az atomból, és a maradék energia lesz az immár szabad elektron mozgási energiája.

### Képletek
A fotoelektromos hatást vizsgálva Einstein eljárását követjük a következő egyenleteket használva:
foton energiája = az elektron eltávolításához szükséges munka (kilépési munka) + a kibocsátott elektron mozgási energiája
Képlettel felírva:
{\displaystyle hf=W_{ki}+E_{m}\,}
Részletesebben:
{\displaystyle hf=hf_{0}+{1 \over 2}{m}{v}^{2}}
ahol h a Planck-állandó, {\displaystyle f_{0}} a határfrekvencia a fotoelektromos hatás bekövetkeztekor, Wki a kilépési munka, azaz a minimális energia, amely szükséges az elektron eltávolításához az atomos kötésből, és a Em az észlelt legnagyobb mozgási energia.
Ha a foton hf energiája kisebb, mint a Wki kilépési munka, akkor egyáltalán nem lép ki elektron.
Az egyenlet megfigyelések alapján nem mindig bizonyul igaznak, a kibocsátott elektron néha kisebb kinetikus energiával bír, mint ahogy a képlet szerint adódna. Ez azért van, mert a test valamennyi energiát elnyelhet, ami a hőmérsékletét növelheti vagy sugárzásként bocsátja ki azt.

### Bizonyítása
A fotoeffektus energiaegyenletének bizonyítása a Robert Millikan amerikai fizikus által elvégzett pontos mérés, mellyel nagy pontossággal határozta meg a Planck-állandó értékét.
Ennek során a fémet egyre növekvő frekvenciájú elektromágneses sugárzással világította meg. A kilépő elektronok maximális sebességét megmérve az adatokat egy mozgási energia-frekvencia függvénybe rendezte. Ennek képe olyan lineáris függvény volt, melynek meredeksége a Planck-állandót adta. A függvény energiatengellyel való metszéspontja pedig a kilépési munkával volt egyenlő. Így különböző fémeknél párhuzamos egyeneseket kapott.
A kapott függvény:
{\displaystyle E_{m}=hf-W_{ki}\,}
Ez átrendezéssel Einstein képletét adta.

## Felhasználás
A napelemek és a fényérzékeny diódák (fotodiódák) a fotoelektromos hatás elvén működnek. Ezek elnyelik a fotonokat a fényből, és energiát adnak az elektronoknak, elektromos áramot létrehozva.

### Elektroszkópok
Az elektroszkópok vákuumban villa alakban felfüggesztett fémszalagok, amelyek olyan fémrúdhoz kapcsolódnak, melynek vége kilóg a környezetébe. Mikor egy elektroszkóp pozitívan vagy negatívan feltöltődik, a két lemez elválik, mivel a töltések egyenletesen oszlanak el a szalagok között, taszítást okozva a két azonos pólus között. Amikor ultraibolya sugárzás vagy fény (vagy bármilyen sugárzás ezen a frekvenciaküszöbön felül) éri a fémet, ha negatívan töltött, kisül és a szalagok összezáródnak, a pozitívan töltöttel nem történik semmi. Ennek oka az, hogy a negatívan töltöttből elektronok lépnek ki, emiatt fokozatosan elveszíti a töltését, míg a pozitívan töltöttből, ha elektronokat szabadítunk fel, az még pozitívabb töltésű lesz, a levelek továbbra is széttárva maradnak.

## Fordítás
- Ez a szócikk részben vagy egészben  a   Photoelectric effect című angol Wikipédia-szócikk fordításán alapul.  Az eredeti cikk szerkesztőit annak laptörténete sorolja fel. Ez a jelzés csupán a megfogalmazás eredetét és a szerzői jogokat jelzi, nem szolgál a cikkben szereplő információk forrásmegjelöléseként.

## Külső hivatkozások
- A fotoeffektusról komolyabban
- Ponomarjov: A kvantum nyomában (In quest of the quantum)
- Letölthető interaktív Java szimuláció a fényelektromos jelenség (fotoeffektus) tanulmányozásához magyarul. Elérés: magyarázó oldalon át Archiválva 2012. november 6-i dátummal a Wayback Machine-ben vagy közvetlenül a PhET-től.